# Tito Setídio Firmo
Tito Setídio Firmo (em latim: Titus Settidius Firmus) foi um senador romano nomeado cônsul sufecto em algum momento em 112 com Caio Cláudio Severo. 